# Edward Law, 1. baron Ellenborough
Edward Law, 1. baron Ellenborough (16. november 1750 – 13. december 1818) var en engelsk jurist, søn af biskop Edmund Law, far til Edward Law, 1. jarl af Ellenborough.
Ellenborough blev 1780 sagfører i London og vandt især berømmelse som Warren Hastings forsvarer 1788-95 (hans hovedtale februar 1792 varede 3 dage). Men han var også anklager i flere politiske sager og blev 1801 attorney general og medlem af underhuset; 1802 Lord overdommer ved Kingsbench og samtidig peer som baron Ellenborough. 
1806 afslog han at blive lordkansler, men fik i strid med gammel sædvane sæde i kabinettet indtil 1809. Som politiker var han en udpræget tory (især imod katolikkernes ligestilling), og som dommer lod han sig i politiske sager alt for meget påvirke af sine egne stemninger.